# Bibliografia sobre Marilyn Monroe

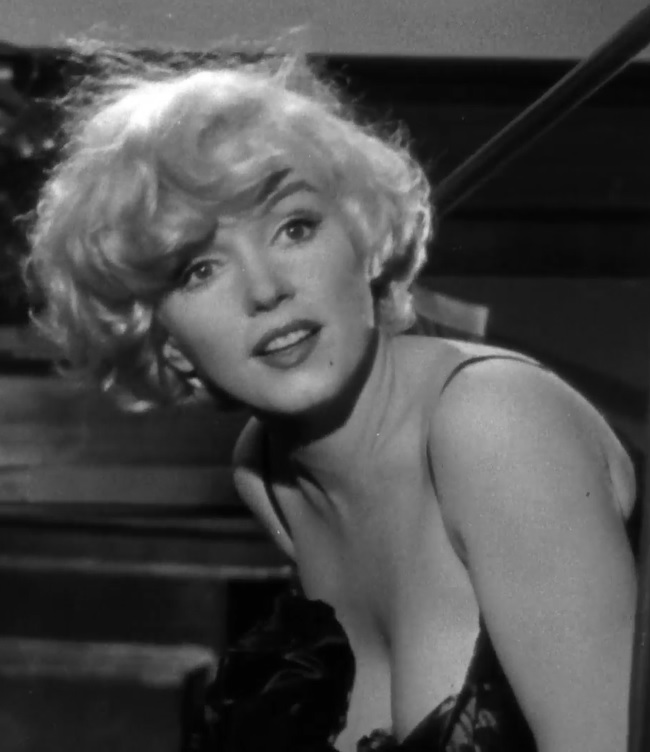
Marilyn Monroe é objeto de análise em muitos livros.

Esta bibliografia relaciona os livros sobre a atriz Marilyn Monroe.
Os livros permitem, junto a documentos, fotografias, informações dos bastidores, passagens cinematográficas, construir um mosaico sobre esta personagem, como se fez num espetáculo de teatro documentário sobre a atriz.
A figura de Marilyn é emblemática do trânsito que provoca entre as várias mídias e a literatura; isto se dá porque a "atriz, depois de sua morte, tornou-se então não apenas um grande símbolo de Hollywood, como também uma figura de linguagem que expressa a apropriação dos signos de uma cultura midiática de forma crítica" pois "Marilyn é arte e cultura de massas na mesma medida; estereótipo e libertação, aceitação e oposição", no dizer de um analista.
A estudiosa Evelina Hoisel, falando sobre uma das obras onde a atriz é citada, ponderou: "O tratamento que a narrativa de Agrippino confere a MM permite que sua fisionomia mítica seja constantemente desmantelada. Um dos processos que utiliza para tal é jogar com as diversas imagens que descrevem aspectos diferentes da mesma personagem, tornado-a polissêmica".

## Edições em português
| Título                                         | Autor(es)                                               | Dados da edição                                                                  | Data |
| ---------------------------------------------- | ------------------------------------------------------- | -------------------------------------------------------------------------------- | ---- |
| Marilyn Monroe por Ela Mesma                   | Ricardo Voltolini                                       | Ed. Martin Claret (60 pág.)                                                      | 1991 |
| Fragmentos: Poemas, Anotações Íntimas e Cartas | Marilyn Monroe (org. Bernard Comment, Stanley Buchthal) | Ed. Tordesilhas, ISBN 8564406292 (pref. Antonio Tabuchi, vários trad., 272 pág.) | 2011 |
| Marilyn Monroe - Biografia                     | Anne Plantagenet                                        | Ed. L&PM Editores, ISBN 8525421642 (trad. Rejane Janowitzer, 224 pág.)           | 2011 |
| Os Últimos Anos de Marilyn Monroe              | Keith Badman                                            | Ed. Benvirá, ISBN 8564065193 (trad. Sônia Pinheiro, 472 pág.)                    | 2012 |
| Marilyn                                        | Norman Mailer                                           | Ed. Record, ISBN 8501401978 (trad. Alessandra Bonruque, 352 pág.)                | 2013 |
| Marilyn & JFK                                  | François Forestier                                      | Ed. Objetiva, ISBN 8573029374 (trad. Jorge Bastos, 216 pág.)                     | 2009 |
| Minha Semana com Marilyn                       | Colin Clark                                             | Ed. SEOMAN, ISBN 8598903361 (trad. Carmen Fischer, 160 pág.)                     | 2012 |
| Marilyn: retrato de uma estrela                | Marie-Magdeleine Lessana                                | Ed. Zahar, ISBN 8571109613 (200 pág.)                                            | 2006 |
| Marilyn, as Últimas Sessões                    | Michel Schneider                                        | Ed. Objetiva, ISBN 8560281355 (trad. Vera Lúcia dos Reis, 432 pág.)              | 2008 |
| A Vida Secreta de Marilyn Monroe               | J. Randy Taraborrelli                                   | Ed. Planeta, 1ª ed., ISBN 9788576655039                                          | 2010 |
| Blonde, vol. 1                                 | Joyce Carol Oates                                       | Ed. Globo, 1ª ed., ISBN 8525036331                                               | 2003 |

## Edições em espanhol
| Título                                | Autor(es)                   | Dados da edição                                          | Data |
| ------------------------------------- | --------------------------- | -------------------------------------------------------- | ---- |
| Marilyn Monroe, la Última Sesión      | Bern Stern                  | Ed. Random House (Argentina), ISBN 8481564311 (128 pág.) | 2007 |
| Últimas sesiones con Marilyn          | Michel Schneider            | Editorial: ALFAGUARA, Madrid ISBN 84-204-7219-0          | 2008 |
| Todas las películas de Marilyn Monroe | Michael Conway y Mark Ricci | RBA Editores, Barcelona, ISBN 84-473-0475-2              | 1994 |

## Edições em inglês
| Título                                                                 | Autor(es)                                                           | Dados da edição                                                                             | Data |
| ---------------------------------------------------------------------- | ------------------------------------------------------------------- | ------------------------------------------------------------------------------------------- | ---- |
| Marilyn Monroe: An Appreciation by Eve Arnold                          | Eve Arnold                                                          | Ed. Alfred A. Knopf Inc., ISBN 0-394-55672-0 (141 pág.)                                     | 1987 |
| Music for Chameleons                                                   | Truman Capote                                                       | Ed. Random House, ISBN 0394508262 (262 pág.)                                                | 1980 |
| Marilyn, Mon Amour                                                     | Andre de Dienes                                                     | Ed. Carlton Books, ISBN 1-898107-03-3 (155 pág.)                                            | 1985 |
| Blonde                                                                 | Joyce Carol Oates                                                   | Ed. Fourth Estate, ISBN 9781841153728 (960 pág.)                                            | 2001 |
| Marilyn Monroe: The Biography                                          | Donald Spoto                                                        | Ed. Harper Collins, ISBN 0-06-017987-2 (698 pág.)                                           | 1993 |
| A Different View of Marilyn                                            | Al Carmen Guastafeste                                               | Ed. Trafford Publishing, ISBN 141201690-8 (360 pág.)                                        | 2003 |
| An Evening with Marilyn                                                | Douglas Kirkland                                                    | Ed. Federico Motta Editore (124 pág.)                                                       | 2002 |
| Be Marilyn!                                                            | Gailyn Addis                                                        | Ed. Sourcebooks Inc., ISBN 1-57071-557-2 (120 pág.)                                         | 2000 |
| Bernard of Hollywood's Marilyn                                         | Susan Bernard                                                       | Ed. St. Martin's Press, ISBN 0-312-08882-5 (122 pág.)                                       | 1993 |
| Dressing Marilyn                                                       | Andrew Hansford                                                     | Ed. Applause Books, ISBN 9781557838469 (192 pág.)                                           | 2012 |
| Finding Marilyn                                                        | David Conover                                                       | Ed.Grosset & Dunlap ISBN 0-448-12020-8 (200 pág.)                                           | 1981 |
| Fragments : Poems, Intimate Notes, Letters by Marilyn Monroe           | Stanley Buchthal e Bernard Comment                                  | Ed. HarperCollins Publishing Ltd, ISBN 978-1-44340-268-2 (239 pág.)                         | 2010 |
| Goddess: The Secret Lives of Marilyn Monroe                            | Anthony Summers                                                     | Ed. Warner Books, ISBN 9780751503418 (621 pág.; contém foto da autópsia)                    | 1992 |
| Inside Marilyn Monroe                                                  | John Gilmore                                                        | Ed. Ferine Books, ISBN 978-0978896805 (208 pág.)                                            | 2007 |
| Marilyn                                                                | Neil Sinyard                                                        | Ed. Bison Group, ISBN 0-86124-540-7 (110 pág.)                                              | 1989 |
| Marilyn                                                                | Diana Karanikas Harvey                                              | Ed. Metro Books, ISBN 1-56799-774-0 (96 pág.)                                               | 1999 |
| Marilyn - in her own words                                             | Neil Grant                                                          | Ed. Pyramid Books, ISBN 1-85510-073-8 (64 pág.)                                             | 1991 |
| Marilyn                                                                | Andre De Dienes e Steve Crist                                       | Ed. Taschen, ISBN 3822811998 (500 pág.)                                                     | 2002 |
| Marilyn                                                                | Norman Mailer                                                       | Ed. Grosset & Dunlap, ISBN 0-448-01029-1 (270 pág.)                                         | 1973 |
| Marilyn (35th anniversary edition)                                     | Jay Harrison                                                        | Ed. CLB, ISBN 1-85833-668-6 (192 pág.)                                                      | 1997 |
| Marilyn                                                                | Nick Yapp                                                           | Ed. Enddeavour, ISBN 9781873913123 (176 pág.)                                               | 2009 |
| Marilyn Among Friends                                                  | Sam Shaw e Norma Rosten                                             | Ed. Bloomsbury, ISBN 0747500126 (192 pág.)                                                  | 1987 |
| Marilyn and Me: Sisters, Rivals, Friends                               | Susan Strasberg                                                     | Ed. Warner Books, ISBN 0-446-51592-2 (282 pág.)                                             | 1992 |
| Marilyn & Me                                                           | Lawrence Schiller                                                   | Ed. Taschen, ISBN 3836536242 (220 pág.)                                                     | 2012 |
| Marilyn at Twentieth Century Fox                                       | Lawrence Crown                                                      | Ed. Comet, ISBN 1-85227-025-X (214 pág.)                                                    | 1987 |
| Marilyn August 1953: The Lost Look Photos                              | John Vachon                                                         | Ed. Calla Editions, ISBN 1-60660-011-7 (120 pág.)                                           | 2010 |
| Marilyn by Moonlight                                                   | Jack Allen                                                          | Ed. Dream City Publications, ISBN 0-9705674-0-5 (134 pág.)                                  | 2000 |
| Marilyn Fifty-Five                                                     | Ed Feingersh e Bob La Brasca                                        | Ed. Bloomsbury, ISBN 0-7475-0746-5 (120 pág.)                                               | 1990 |
| Marilyn Handbook                                                       | Mike Evans                                                          | Ed. MQ Publications Ltd., ISBN 1-84072-674-1 (431 pág.)                                     | 2004 |
| Marilyn Her Life in Pictures                                           | Martin Howard                                                       | Ed. Chartwell Books, ISBN 978-0785830504 (256 pág.)                                         | 2013 |
| Marilyn in Art                                                         | Roger G. Taylor                                                     | Ed. Elm Tree Books, ISBN 0-241-11326-1 (160 pág.)                                           | 1984 |
| Marilyn in Fashion                                                     | Christopher Nickens                                                 | Ed. Running Press, ISBN 978-0762443321 (288 pág.)                                           | 2012 |
| Marilyn Intimate Exposures                                             | Susan Bernard                                                       | Ed. Sterling, ISBN 978-1-4027-8001-1 (208 pág.)                                             | 2011 |
| Marilyn in Words, Pictures, and Music                                  | Richard Havers & Richard Evans                                      | Ed. Compendium Publishing Ltd, ISBN 978-1-84912-026-5 (192 pág.)                            | 2010 |
| MM Personal: From the private archives of Marilyn Monroe               | Lois Banner                                                         | Ed. Abrams, ISBN 978-0810995871 (336 pág.)                                                  | 2011 |
| Marilyn Memorabilia - Putting a Price on the Priceless Performer       | Clark Kidder                                                        | Ed. Krause Publications, ISBN 0-87349-342-7 (224 pág.)                                      | 2002 |
| Marilyn Monroe                                                         | Janice Anderson                                                     | Ed. Royce Publications, ISBN 0-603-03176-5 (193 pág.)                                       | 1983 |
| Marilyn Monroe                                                         | Roger Baker                                                         | Ed. Portland House, ISBN 0-517-69326-7 (176 pág.)                                           | 1990 |
| Marilyn Monroe and the Camera                                          | Jane Russell, Georges Belmont                                       | Ed. teNeues, ISBN 3-8238-5467-4 (245 pág.)                                                  | 2000 |
| Marilyn Monroe Collectibles                                            | Clark Kidder                                                        | Ed. Avon Books, ISBN 0-380-79909-X (320 pág.)                                               | 1999 |
| Marilyn Monroe in Spain: a life documented                             | Frederic Cabanas                                                    | Ed. d'Octavia, ISBN 978-84-931996-7-8 (310 pág.)                                            | 2007 |
| Marilyn Monroe Paper Dolls                                             | Tom Tierney                                                         | Ed. Dover Publications, ISBN 0-486-23769-9 (16 pág.)                                        | 1979 |
| Marilyn Monroe: A Life in Pictures                                     | David Thomson                                                       | Ed. Chronicle Books, ISBN 978-0811861472 (192 pág.)                                         | 2007 |
| Marilyn Monroe: Confidential - an intimate personal account            | Lena Pepitone e William Stadiem                                     | Ed. Simon and Schuster (222 pág.)                                                           | 1979 |
| Marilyn Monroe: Cover to Cover                                         | Clark Kidder                                                        | Ed. Krause Publications, ISBN 0-87341-740-2 (159 pág.)                                      | 1999 |
| Marilyn Monroe: From Beginning to End                                  | Michael Ventura e Earl Leaf                                         | Ed. Blandford, ISBN 0-7137-2686-5 (144 pág.)                                                | 1997 |
| Marilyn Monroe Metamorphosis                                           | David Wills                                                         | Ed. It Books, ISBN 978-0062036193 (320 pág.)                                                | 2012 |
| Marilyn Monroe: Platinum Fox                                           | Cindy De La Hoz                                                     | Ed. Running Press, ISBN 0762431334 (264 pág.)                                               | 2007 |
| Marilyn Monroe: Private and Undisclosed                                | Michelle Morgan                                                     | Ed. Carroll and Graf, ISBN 978-0786719587 (288 pág.)                                        | 2007 |
| Marilyn Monroe: The Life The Myth                                      | Giovan Basttista Bramilla, Gianni Mercuio, Stefano Petricca         | Ed. Rizzoli, ISBN 0-8478-1960-4 (318 pág.)                                                  | 1996 |
| Marilyn Monroe: The Personal Archives                                  | Cindy De La Hoz                                                     | Ed. Carlton Books, ISBN 978-1-84732-624-9 (104 pág.)                                        | 2010 |
| Marilyn Monroe: The Screen Greats                                      | Tom Hutchinson                                                      | Ed. The Hamlyn Publishing Group Ltd, ISBN 0-671-05580-1 (80 pág.)                           | 1982 |
| Marilyn: Her Life and Legend                                           | Susan Doll                                                          | Ed. Publications International Ltd., ISBN 0-88176-825-1 (256 pág.)                          | 1990 |
| Marilyn: Her Life in Her Own Words                                     | George Barris                                                       | Ed. A Birch Lane Press Book, ISBN 1-55972-306-8 (164 pág.)                                  | 1995 |
| Marilyn: Norma Jeane                                                   | Gloria Steinem (texto) e George Barris (fotos)                      | Ed. Henry Holt and Company, ISBN 0-8050-0060-7 (182 pág.)                                   | 1986 |
| Marilyn: The Dream                                                     | Maite Minguez Ricart                                                | Ed. Maite Minguez Ricart (63 pág.)                                                          | 2002 |
| Marilyn: The Last Take                                                 | Peter Harry Brown e Patte B. Barham                                 | Ed. Dutton, ISBN 0-525-93485-5 (452 pág.)                                                   | 1992 |
| Marilyn: The New York Years                                            | Sam Shaw                                                            | Ed. Lardon, ISBN 3-89769-041-1 (127 pág.)                                                   | 2004 |
| Marilyn: The Niagara Photographs                                       | Jock Carroll                                                        | Ed. Stoddart, ISBN 0-7737-2975-5 (102 pág.)                                                 | 1996 |
| Marilyn: The Ultimate Look at the Legend                               | James Haspiel                                                       | Ed. Henry Holt and Company, ISBN 0-8050-1856-5 (207 pág.)                                   | 1991 |
| Marilyn: The Untold Story                                              | Norma Rosten                                                        | Ed. Signet, ISBN 451-Y5724-125 (125 pág.)                                                   | 1973 |
| Marilyn's Addresses: A Fan's Guide to the Places She Knew              | Michelle Finn                                                       | Ed. Smith Gryphon Publishers, ISBN 1-85685-091-9 (106 pág.)                                 | 1995 |
| Milton's Marilyn                                                       | James Kotsilibas-Davis e Joshua Greene                              | Ed. Schirmer/Mosel, ISBN 0-9646873-3-X (220 pág.)                                           | 1994 |
| Monroe: Her Life in Pictures Anniversary Edition                       | James Spada                                                         | Ed. Doubleday, ISBN 0-385-17940-5 (194 pág.)                                                | 1982 |
| My Sister Marilyn                                                      | Bernice Baker Miracle e Mona Rae Miracle                            | Ed. Algonquin Books of Chapel Hill, ISBN 1-56512-070-1 (238 pág.)                           | 1994 |
| My Story                                                               | Marilyn Monroe (Ben Hecht - ghost writer)                           | Ed. Stein and Day, ISBN 0-8128-1707-9 (143 pág.)                                            | 1974 |
| Norma Jean: My Secret Life with Marilyn Monroe                         | Ted Jordan                                                          | Ed. William Morrow and Company, ISBN 0-688-09118-0 (255 pág.)                               | 1989 |
| Of Women and Their Elegance                                            | Norman Mailer and Milton Greene                                     | Ed. Simon and Schuster, ISBN 0-671-24020-X (288 pág.)                                       | 1980 |
| The 30 Faces of Marilyn Monroe (The complete films)                    | Frederic Cabanas                                                    | Ed. D'Octavia, ISBN 84-931996-5-6 (80 pág.)                                                 | 2004 |
| The Birth of Marilyn                                                   | Jeannie Sakol and Joseph Jasgur                                     | Ed. St. Martin's Press, ISBN 0-312-06770-4 (92 pág.)                                        | 1991 |
| The Complete Last Sitting                                              | Bert Stern                                                          | Ed. tuNeues, ISBN 3-8238-5483-6 (463 pág.)                                                  | 2000 |
| The DD Group: An Online Investigation into the Death of Marilyn Monroe | David Marshall                                                      | Ed. iUniverse, ISBN 0595345204 (522 pág.)                                                   | 2005 |
| The Films of Marilyn Monroe                                            | Richard Buskin                                                      | Ed. Publications International Ltd., ISBN 1-56173-277-X (96 pág.)                           | 1992 |
| The Films of Marilyn Monroe                                            | Michael Conway and Mark Ricci                                       | Ed. The Citadel Press, ISBN 0-8065-0145-6 (160 pág.)                                        | 1973 |
| The Joy of Marilyn in the Camera Eye                                   | Sam Shaw                                                            | Ed. Exeter Books, ISBN 0-89673-030-1 (160 pág.)                                             | 1979 |
| The Last Days of Marilyn Monroe                                        | Donald H. Wolfe                                                     | Ed. William Morrow and Company, ISBN 0-688-16288-6 (532 pág.)                               | 1998 |
| The Last Sitting                                                       | Bert Stern                                                          | Ed. Black Cat, ISBN 0-316-90762-6 (188 pág.)                                                | 1982 |
| The Many Lives of Marilyn Monroe                                       | Sarah Churchwell                                                    | Ed. Granta Books, ISBN 1-86207-695-2 (384 pág.)                                             | 2004 |
| The Marilyn Album                                                      | Nicki Giles                                                         | Ed. Bison Group, ISBN 0-86124-842-2 (304 pág.)                                              | 1991 |
| The Marilyn Encyclopedia                                               | Adam Victor                                                         | Ed. The Overlook Press, ISBN 0-87951-718-2 (341 pág.)                                       | 1999 |
| The Marilyn Monroe Treasures                                           | Jenna Glatzer                                                       | Ed. Metro Books, ISBN 9781435105041 (174 pág.)                                              | 2008 |
| The Mmm Girl                                                           | Tara Hanks                                                          | Ed. UKA Press, ISBN 978-1905796137 (348 pág.)                                               | 2007 |
| The Murder of Marilyn Monroe                                           | Leonare Canevari, Jeanette van Wyne, Christian Dimas e Rachel Dimas | Ed. Caroll & Graf, ISBN 0-88184-826-3 (207 pág.)                                            | 1992 |
| The Prince, The Showgirl and Me                                        | Colin Clark                                                         | Ed. St. Martin's Press, ISBN 0-312-14395-8 (219 pág.)                                       | 1995 |
| The Strange Death of Marilyn Monroe                                    | Frank A. Capell                                                     | Ed. The Herald of Freedom (80 pág.)                                                         | 1964 |
| The Unabridged Marilyn Her Life from A to Z                            | Randall Riese e Neal Hitchens                                       | Ed. Bonanza Books, ISBN 0-517-69617-3 (578 pág.)                                            | 1990 |
| The Unpublished Marilyn                                                | James Haspiel                                                       | Ed. Mainstream Publishing, ISBN 1-84018-170-2 (208 pág.)                                    | 2000 |
| To Norma Jeane with Love, Jimmie                                       | Jim Dougherty                                                       | Ed. Beachhouse Books, ISBN 1-888725-51-6 (196 pág.)                                         | 2001 |
| Young Marilyn Becoming the Legend                                      | James Haspiel                                                       | Ed. Hyperion New York, ISBN 0-7868-6077-4 (168 pág.)                                        | 1994 |
| Silver Marilyn: Marilyn Monroe and the Camera                          | Georges Belmont, Jane Russel (colaboração)                          | Ed. Schirmer/Mosel, ISBN 3829603126 (248 pág.)                                              | 2007 |
| Before Marilyn: The Blue Book Modeling Years                           | Astrid Franse e Michelle Morgan                                     | Ed. Thomas Dunne Books, ISBN 125008590X (240 pág.)                                          | 2015 |
| Marilyn: In the Flash                                                  | David Wills                                                         | Ed. Dey Street Books, ISBN 006238970X (256 pág.)                                            | 2015 |
| Marilyn Monroe: NYC, 1955                                              | Jason Danziger                                                      | Photographs by Peter Mangone, Ed. Danziger Gallery/T.Adler Books, ISBN 1935202340 (48 pág.) | 2012 |
| Marilyn Monroe (Hollywood Legends)                                     | Parragon Books                                                      | Ed. Parragon Books, ISBN 1472351355 (80 pág.)                                               | 2014 |
| Joe and Marilyn: Legends in Love                                       | C. David Heymann                                                    | Ed. Atria/Emily Bestler Books, ISBN 1439191778 (448 pág.)                                   | 2014 |
| The Murder of Marilyn Monroe: Case Closed                              | Jay Margolis                                                        | Ed. Skyhorse Publishing, ISBN 1628737573 (352 pág.)                                         | 2014 |
| Marilyn's Red Diary                                                    | E. Z. Friedel                                                       | Ed. Sand Shack LLC, ISBN 0988890704 (330 pág.)                                              | 2013 |
| Crypt 33: The Saga of Marilyn Monroe - The Final Word                  | Adela Gregory, Milo Speriglio                                       | Ed. Citadel, ISBN 1559721251 (310 pág.)                                                     | 1993 |
| Assassination of Marilyn Monroe                                        | Donald H Wolfe                                                      | Ed. Firebird Distributing; New Ed, ISBN 0751526525 (672 pág.)                               | 1999 |
| The Marilyn Files                                                      | Robert F. Slatzer                                                   | Ed. S.P.I. Books, ISBN 1561711470 (314 pág.)                                                | 1994 |
| UFOs and the Murder of Marilyn Monroe                                  | Donald R. Burleson                                                  | Ed. Black Mesa Press, ISBN 0964958058 (95 pág.)                                             | 2011 |
| Marilyn Monroe: A Case for Murder                                      | Jay Margolis                                                        | Ed. iUniverse, ISBN 146201755X (456 pág.)                                                   | 2011 |
| Memoirs of a Deputy Coroner: The Case of Marilyn Monroe                | Lionel Grandison Jr., Samir Muqaddin                                | Ed. Bait-Cal, ISBN 0985961910 (300 pág.)                                                    | 2012 |
| Marilyn: An Illustrated History                                        | Sandra Forty                                                        | Ed. Taj Books, ISBN 1844062740 (256 pág.)                                                   | 2013 |
| Marilyn Monroe: The Live-in Housekeeper did it                         | Gwendolyn Olmsted                                                   | Ed. CreateSpace, ISBN 150244772X (84 pág.)                                                  | 2014 |
| Snippets of Marilyn Monroe                                             | Dave Farnham                                                        | Ed. CreateSpace, ISBN 1502469200 (68 pág.)                                                  | 2014 |
| Holding a Good Thought for Marilyn: 1926-1954 The Hollywood Years      | Stacy Eubank                                                        | Ed. independente, ISBN 0615715516 (562 pág.)                                                | 2015 |
| American Legends: The Life of Marilyn Monroe                           | Charles River Editors                                               | Ed. Charles River Editors, ISBN 149270573X (44 pág.)                                        | 2013 |
| Casting Norma Jeane: A Starlet is Transformed Into Marilyn Monroe      | James Glaeg                                                         | Ed. The Woodbine Press, ISBN 0615612067 (246 pág.)                                          | 2012 |
| Marilyn and John. Rendezvous with Destiny                              | Marylene Vincent                                                    | Ed. CreateSpace, ISBN 1500633232 (268 pág.)                                                 | 2014 |
| Marilyn: Intimate Exposures                                            | Susan Bernard (Jane Russell e Lindsay Lohan)                        | Ed. Sterling Signature; Har/Lslf, ISBN 140278001X (208 pág.)                                | 2011 |
| Marilyn Monroe (Celebrities Series)                                    | Andrews McMeel Publishing, Ariel Books, Julie Mars                  | Ed. Andrews McMeel Publishing, ISBN 0836231155 (80 pág.)                                    | 1995 |
| Marilyn Monroe: A Life of the Actress, Revised and Updated             | Carl Rollyson                                                       | Ed. Univ. Press of Mississippi, ISBN 162674159X (256 pág.; 1ª ed. 1986)                     | 2014 |
| Marilyn Monroe Day by Day: A Timeline of People, Places, and Events    | Carl Rollyson                                                       | Ed. Rowman & Littlefield, ISBN 1442230800 (362 pág.)                                        | 2014 |
| Marilyn Monroe: Unseen Archives                                        | Marie Clayton                                                       | Barnes & Noble Inc. ISBN 0-7607-4673-7.                                                     | 2004 |
| Marilyn: The Ultimate Book                                             | Mike Evans                                                          | MQ Publications                                                                             | 2004 |
| Norma Jean: The Life of Marilyn Monroe                                 | Fred Lawrence Guiles                                                | Paragon House Publishers. ISBN 1-55778-583-X.                                               | 1993 |

## Edições em italiano
| Título                                                           | Autor(es)                                                | Dados da edição                                                           | Data |
| ---------------------------------------------------------------- | -------------------------------------------------------- | ------------------------------------------------------------------------- | ---- |
| Marilyn Monroe                                                   | Livio Zanetti, Giuseppe Calzolari                        | Ed. Sedit, Milão                                                          | 1955 |
| Marilyn Monroe                                                   | Tommaso Giglio                                           | Ed. Guanda, Parma                                                         | 1956 |
| Mi sento tutta bionda. La vita di Marilyn Monroe                 | Pete Martin                                              | Ed. Corriere della Sera, Milão                                            | 1957 |
| I sette peccati di Hollywood                                     | Oriana Fallaci                                           | Ed. Longanesi, Milão                                                      | 1958 |
| Norma Jeane Baker. Più nota come Marilyn Monroe                  | Marialivia Serin                                         | Ed. Trevi, Milão                                                          | 1961 |
| Marilyn, dillo tu!                                               | Floriana Maudente                                        | Ed. Vitagliano, Milão                                                     | 1962 |
| Un ultimo notturno per Marilyn                                   | Tullio Piscopo                                           | Ed. Gastaldi, Milão                                                       | 1962 |
| Marilyn Monroe. La diva degli anni '50                           | Claudio G. Fava e Piero Pruzzo                           | Ed. Italsider, Gênova                                                     | 1963 |
| Marilyn                                                          | Norman Mailer                                            | Ed. Mondadori, Milão                                                      | 1974 |
| Marilyn Monroe                                                   | Joan Mellen                                              | Ed. Milano libri, Milão                                                   | 1975 |
| Quaranta giorni con Marilyn. Diario di un amore                  | Hans Jorgen Lembourn                                     | Ed. Sonzogno, Milão                                                       | 1979 |
| Marilyn confidenziale                                            | Lena Pepitone, William Stadiem                           | Ed. Sperling & Kupfer, Milão, ISBN 88-200-0081-4                          | 1979 |
| Marilyn Monroe. Immagini di un mito                              | Piergiorgio Firinu                                       | Ed. Studio 46                                                             | 1980 |
| Il caso Marilyn Monroe                                           | Robert F. Slatzer                                        | Ed. Mondadori, Milão                                                      | 1980 |
| Marilyn Monroe                                                   | Michael Conway, Mark Ricci, Enrico Magrelli              | Ed. Gremese, Roma, ISBN 88-7605-028-0 ( pág.)                             | 1981 |
| Marilyn, le donne e l'eleganza                                   | Norman Mailer                                            | Ed. A. Mondadori, Milão                                                   | 1981 |
| Marilyn. Immagini, poesie, canzoni                               | Marco Giovannini, Vincenzo Mollica                       | Ed. Lato side, Roma                                                       | 1982 |
| Marilyn viva                                                     | Bert Stern                                               | Ed. Frassinelli, Milão, ISBN 88-200-0271-X                                | 1982 |
| Marilyn in cartellone                                            | Matteo Soccio                                            | Ed. Bastogi, Foggia                                                       | 1983 |
| Marilyn Monroe. La vita e il mito                                | Gian Maria Madella                                       | Ed. A. Peruzzo                                                            | 1985 |
| Marilyn Monroe. Le vite segrete di una diva                      | Anthony Summers                                          | Ed. Sonzogno, Milão, ISBN 88-454-0505-2                                   | 1992 |
| Omaggio a Marilyn                                                | Eve Arnold                                               | Ed. Mondadori, Milão, ISBN 88-04-30523-1                                  | 1987 |
| Marilyn Monroe. Un mistero all'americana                         | Renzo Bailini                                            | Ed. Book, Bolonha                                                         | 1988 |
| Il cinema di Marilyn Monroe                                      | Domenico Cammarota                                       | Ed. Fanucci, Roma                                                         | 1988 |
| Marilyn fra i suoi amici                                         | Sam Shaw, Norman Rosten                                  | Ed. A. Vallardi, Milão, ISBN 88-11-95291-3                                | 1988 |
| Che fine ha fatto Norma Jean?                                    | Carlo Bassi                                              | Ed. Skema, Roma                                                           | 1992 |
| Marilyn. Immagini inedite di una leggenda                        | James Haspiel                                            | Ed. Frassinelli, Milão, ISBN 88-7684-259-4                                | 1993 |
| Marilyn Monroe                                                   | Donald Spoto                                             | Ed. Sperling & Kupfer, Milão, ISBN 88-200-1701-6                          | 1994 |
| Marilyn Monroe                                                   | Gianni Mercurio, Stefano Petricca                        | Ed. Rizzoli, Milão, ISBN 88-17-24343-4                                    | 1995 |
| Marilyn Monroe                                                   | Ciro Ascione                                             | Ed. Gremese, Roma, ISBN 88-7605-942-3                                     | 1996 |
| Amata dalla luce. Ritratto di Marilyn                            | Maria Schiavo                                            | Ed. Libreria delle donne, Milão, ISBN 88-87355-11-8                       | 1999 |
| Marilyn Monroe e Arthur Miller                                   | Christa Maerker                                          | Ed. Pratiche, Milão, ISBN 88-7380-453-5                                   | 1997 |
| Marilyn Monroe. Storia di un omicidio                            | Donald H. Wolfe                                          | Ed. Sperling & Kupfer, Milão, ISBN 88-200-2924-3                          | 1999 |
| Tutto quello che avreste voluto sapere su... Marilyn Monroe      | Enrico Giacovelli                                        | Ed. Lindau, Turim, ISBN 88-7180-309-4                                     | 2000 |
| Il caso Marilyn M. e altri disastri della psicoanalisi           | Luciano Mecacci                                          | Ed. Laterza, Roma, ISBN 88-420-6071-2                                     | 2000 |
| Mimmo Rotella: omaggio a Marilyn                                 | Vincenzo Sanfo                                           | Ed. Silvia, Cologno Monzese                                               | 2003 |
| Vicino alle stelle. Marilyn & Marlon. Sam Shaw                   | Armand Deriaz                                            | Ed. Mazzotta, Milão, ISBN 88-202-1794-5                                   | 2006 |
| Marilyn                                                          | Mike Evans                                               | Ed. Giunti, Florença, ISBN 88-09-04634-X                                  | 2006 |
| Marilyn Monroe non è morta                                       | Patrick Besson                                           | Ed. Giulio Perrone, Roma,, ISBN 9788860040787                             | 2007 |
| Compagna Marilyn                                                 | Mario La Ferla                                           | Ed. Stampa alternativa-Nuovi equilibri, Roma-Viterbo, ISBN 9788862220170  | 2007 |
| Marilyn Monroe. Vita, carriera, amori e film                     | Enrico Giacovelli                                        | Ed. Lindau, Turim, ISBN 9788871808611                                     | 2010 |
| La mia storia. Riflessioni autobiografiche scritte con Ben Hecht | Marilyn Monroe                                           | Ed. Donzelli, Roma, ISBN 9788860364715                                    | 2010 |
| Marilyn Monroe: arte della bellezza                              | Manuela Boscolo, Carlo Occhipinti et al.                 | Ed. Fondazione Art Museo, Arona/Busto Arsizio                             | 2010 |
| Fragments. Testi inediti                                         | Marilyn Monroe (org. Stanley Buchthal e Bernard Comment) | Ed. Feltrinelli, Milão, ISBN 9788807491030 (prefácio de Antonio Tabucchi) | 2010 |
| Marilyn, una voce in celluloide                                  | Enzo Giannelli                                           | Armando Curcio Editore, Roma, ISBN 978-88-97508-35-9                      | 2012 |
| Love, Marilyn                                                    | Liz Garbus                                               | Ed. Feltrinelli, Milão, ISBN 9788807741135 (livro e DVD documentário)     | 2013 |

## Edições em francês
| Título                                                               | Autor(es)                                  | Dados da edição                                                 | Data |
| -------------------------------------------------------------------- | ------------------------------------------ | --------------------------------------------------------------- | ---- |
| Les Vies secrètes de Marilyn Monroe                                  | Anthony Summers                            | Ed. J'ai lu, ISBN 2-85616-370-X (trad. Denis Authier, 568 pág.) | 1986 |
| Marilyn Monroe                                                       | James Spada e Georges Zeno                 | Ed. J'ai lu, ISBN 2-2773-7003-7 (143 pág.)                      | 1988 |
| Marilyn Monroe                                                       | Maurice Zolotow                            | Ed. Gallimard                                                   | 1992 |
| Marilyn Monroe: Enquête sur un assassinat                            | Don Wolfe                                  | Ed. Albin Michel                                                | 1998 |
| Marilyn Monroe: Les Signes du destin                                 | Silvain Reiner                             | Ed. Le Castor Astra                                             | 1998 |
| Moi, je, Marilyn Monroe (1926-1962)                                  | Théo Delibes                               | Ed. Tzp                                                         | 1999 |
| Marilyn Monroe                                                       | Victor Adam                                | Ed. Könemann                                                    | 2001 |
| Les Dernières Révélations de Marilyn Monroe                          | Matthew Smith                              | Ed. Plon                                                        | 2003 |
| La Véritable Marilyn Monroe                                          | Bertrand Meyer-Stabley                     | Ed. Pygmalion (287 pág.)                                        | 2003 |
| Marilyn Monroe                                                       | Maurice Zolotow                            | Ed. Gallimard (534 pág.)                                        | 1992 |
| Marilyn Monroe : La Biographie                                       | Donald Spoto                               | Ed. Pocket (768 pág.)                                           | 1995 |
| Marilyn Monroe : Enquête sur un assassinat                           | Don Wolfe                                  | Ed. Albin Michel (560 pág.)                                     | 1998 |
| Marilyn Monroe : Les Signes du destin                                | Silvain Reiner                             | Ed. Le Castor Astral (247 pág.)                                 | 1998 |
| Moi, je, Marilyn Monroe, 1926-1962                                   | Théo Delibes                               | Ed. Tzp (261 pág.)                                              | 1999 |
| Marilyn Monroe                                                       | Victor Adam                                | Ed. Könemann (352 pág.)                                         | 2001 |
| Victime : Les Dernières Révélations de Marilyn Monroe                | Matthew Smith                              | Ed. Plon (322 pág.)                                             | 2003 |
| Marilyn : Portrait d'une apparition                                  | Marie-Magdeleine Lessana                   | Ed. Bayard Centurion (251 pág.)                                 | 2005 |
| La Dernière Séance                                                   | Bert Stern                                 | Ed. Gallimard (125 pág.)                                        | 2006 |
| Marilyn Monroe : Derrière le miroir                                  | Olivier Stauffer                           | Ed. Favre Sa (386 pág.)                                         | 2006 |
| Ciné Marilyn ou l'âge d'or des sex-symbols d'Hollywood et d'ailleurs | Dominique Choulant                         | Ed. Publibook, ISBN 978-2748332841 (379 pág.)                   | 2006 |
| Marilyn Monroe                                                       | Anne Plantagenet                           | Ed. Gallimard (305 pág.)                                        | 2007 |
| Marilyn Monroe : Les Images d'une vie                                | Anne Verlhac                               | Ed. Verlhac Editions (192 pág.)                                 | 2007 |
| Marilyn et JFK                                                       | François Forestier                         | Ed. Albin Michel                                                | 2008 |
| Les Trésors de Marilyn Monroe                                        | Jenna Glatzer                              | Ed. Editions de la Martinière, ISBN 2-7324-3834-0 (175 pág.)    | 2008 |
| Marilyn, le dernier secret                                           | William Reymond                            | Ed. Flammarion, ISBN 2-0806-9061-2 (489 pág.)                   | 2008 |
| Marilyn Monroe                                                       | Nathalie Elkine                            | Ed. Aparis                                                      | 2008 |
| Marilyn Monroe : Un hommage photographique                           | Ward Calhoun, Benjamin De Walt             | Ed. Hors Collection, ISBN 2-2580-7756-7 (538 pág.)              | 2008 |
| Marilyn Monroe : Le Mythe éternel                                    | -                                          | Ed. Mondadori, ISBN 978-2-35590-245-1 (114 pág.)                | 2010 |
| Les Sentiments : Marilyn, Montand, une histoire d'amour              | Agnès Michaux                              | Ed. J'ai lu, ISBN 9782290036143 (252 pág.)                      | 2011 |
| Lettres à... Marilyn                                                 | Jean-Marc Loubier (pref. Brigitte Lahaie)  | Ed. Autres Temps Éditions, ISBN 9782845214293                   | 2011 |
| Marilyn Monroe, d'hier à aujourd'hui                                 | Dominique Choulant (pref. Brigitte Bardot) | Ed. Mon Petit Editeur, ISBN 978-2748387803 (240 pág.)           | 2012 |

## Edições em alemão
| Título                                             | Autor(es)                   | Dados da edição                                   | Data |
| -------------------------------------------------- | --------------------------- | ------------------------------------------------- | ---- |
| Marilyn Monroe und ihre Filme                      | Michael Conway e Mark Ricci | Ed. Goldmann, ISBN 3-442-10208-1                  | 1980 |
| Marilyn Monroe. Eine Biographie                    | Norman Mailer               | Ed. Droemer-Knaur, ISBN 3-426-75025-2             | 1993 |
| Marilyn Monroe, ,                                  | Ruth-Esther Geiger          | Ed. Rowohlt, ISBN 3-499-50507-X                   | 1995 |
| Marilyn Monroe. Die Biographie jenseits des Mythos | Barbara Leaming             | Ed. Herbig, ISBN 3-7766-2103-6                    | 1999 |
| Marilyn Monroe Enzyklopädie                        | Adam Victor                 | Ed. Könemann, ISBN 3-8290-4821-1                  | 2000 |
| Marilyn Monroe – The Last Sitting                  | Bert Stern                  | Ed. Schirmer und Mosel Verlag, ISBN 3-88814-196-6 | 2002 |
| Marilyn                                            | André de Dienes             | Ed. Taschen, ISBN 3-8228-1467-9                   | 2002 |
| Marilyn Monroe und die Psychoanalyse               | Andreas Jacke               | Ed. Psychosozial Verlag, ISBN 978-3-89806-398-2   | 2005 |
| Marilyns letzte Sitzung                            | Michel Schneider            | Ed. btb, ISBN 978-3-442-75192-1                   | 2007 |
| Marilyn Monroe                                     | Anne Verlhac                | Ed. Henschel, ISBN 978-3-89487-582-4              | 2007 |